# Thomas Jefferson National Accelerator Facility

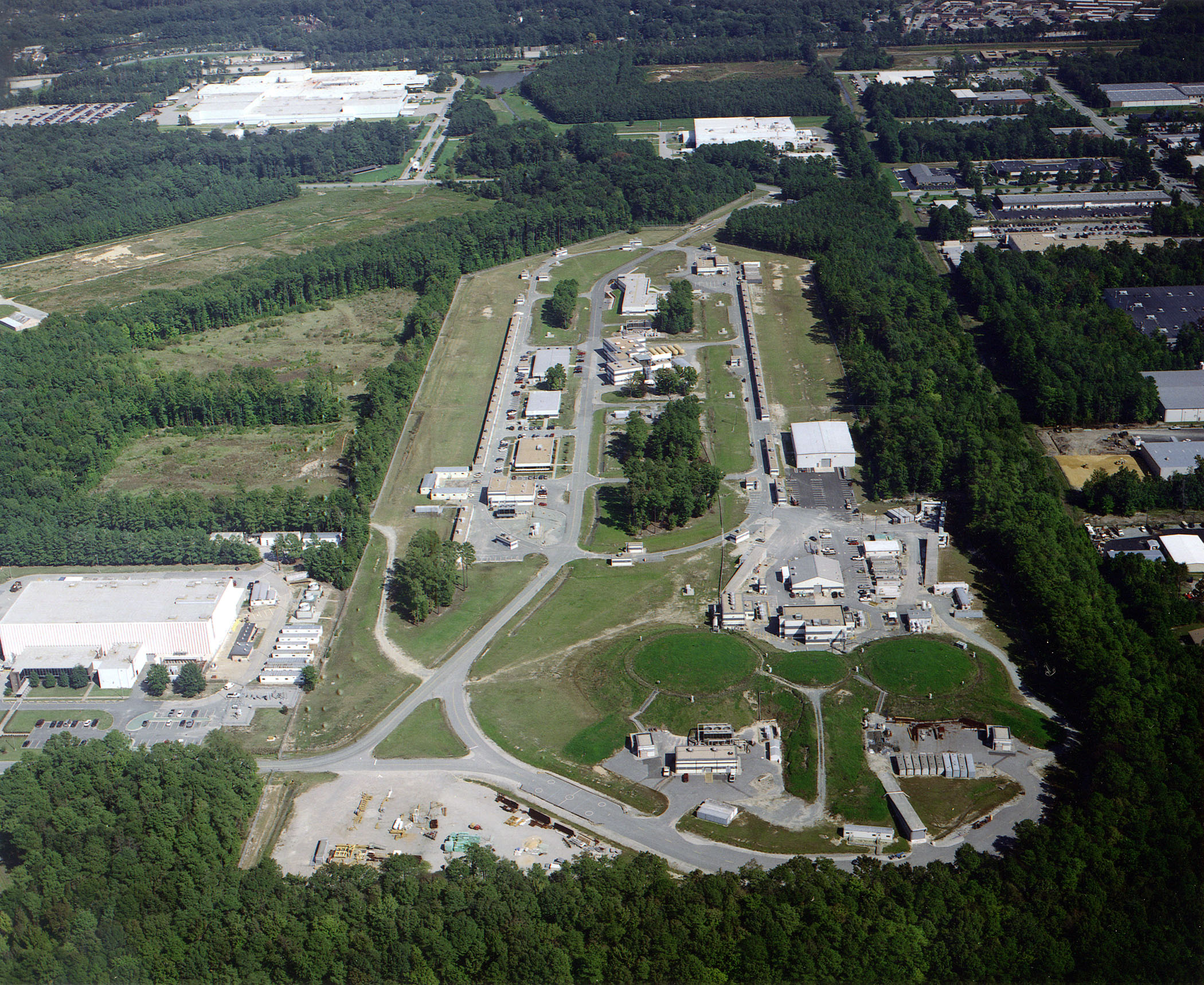
Vue aérienne du Jefferson Lab.

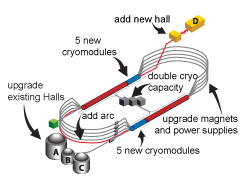
Schéma du Jefferson Lab.

Thomas Jefferson National Accelerator Facility (TJNAF), communément appelé Jefferson Lab (JLAB), est un laboratoire national des États-Unis géré par SURA (Southeastern Universities Research Association), association regroupant des universités du sud-est des États-Unis. Fondé en 1984, il est situé à Newport News, à proximité de Norfolk dans l'État de Virginie. Il emploie environ 550 personnes, et environ 2 500 physiciens provenant des États-Unis et d'autres pays (pays européens, Russie, Japon, Chine, Inde, etc.) viennent procéder à des expériences.
Son équipement principal est l'accélérateur d'électrons CEBAF (Continuous Electron Beam Accelerator Facility), qui est formé de deux sections droites parallèles d'environ 1,4 km de long, constituées de cavités accélératrices, et de deux arcs reliant ces sections droites, constitués d'aimants de courbure, le tout étant enterré à 8 m sous la surface. À chaque tour, les électrons sont accélérés et récupèrent jusqu'à 1,5 GeV d'énergie. Ils peuvent parcourir jusqu'à cinq tours, atteignant une énergie maximale de 6 GeV. Cet accélérateur comporte aussi une source polarisée spécifique, permettant d'obtenir un faisceau d'électrons polarisés avec une polarisation jusqu'à 80 %. Le faisceau est ensuite divisé et distribué dans trois halls expérimentaux, les Halls A, B et C, dans lesquels est étudiée son interaction avec des cibles fixes. Cet équipement est principalement destiné aux études sur la structure et la spectroscopie des hadrons, en particulier des nucléons.
Une caractéristique spécifique de cet accélérateur est qu'il fournit un faisceau quasi-continu, fournissant un paquet d'électrons environ toutes les picosecondes (10-12s) (en général les accélérateurs fournissent un paquet de particules toutes les microsecondes ou centaine de nanosecondes).
TJNAF met aussi en œuvre le laser à électrons libres le plus puissant du monde[Quand ?], avec une énergie de faisceau de plus de 10 kilowatt.

## Travaux
Le Jefferson lab étudie la possibilité d'effectuer l'augmentation de l'énergie de l'accélérateur CEBAF jusqu'à 12 GeV, et la construction d'un quatrième hall expérimental, le Hall D, entre 2010 et 2014.